# كنيسة والدة الإله الجديدة

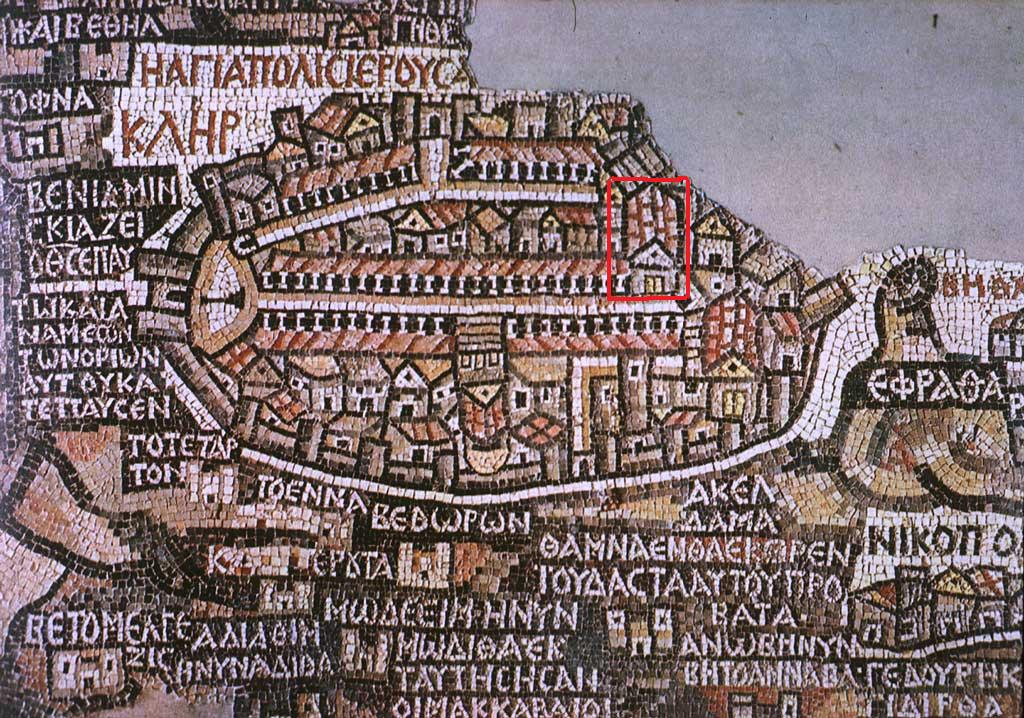
خريطة مادبا التي توضح موضع الكنيسة على طريق كاردو ماكسيموس

كانت كنيسة والدة الإله الجديدة أو المعروفة بـ نيا كنيسة بيزنطية أسسها الإمبراطور جستينيان الأول (527-565) في القدس. تشبه هذه الكنيسة Nea Ekklesia التي بنيت لاحقا في القسطنطينية. أُكملت الكنيسة في عام 543 لكنها تضررت بشدة أو دُمرت خلال الغزو الساساني للمدينة في عام 614، استخدم الأمويين حجارتها لاحقًا كمواد بناء، عثر على بقايا ضئيلة من الكنيسة الضخمة في الحي اليهودي بالبلدة القديمة.

## البناء
بقي ذكرين فقط للكنيسة تصفان بنائها. يذكر كيرلس من سكيثوبوليس وهو راهب مسيحي عاش في 525-558 أن البطريرك إلياس هو من بدأ بناء الكنيسة لكن لم يكتمل بنائها حتى خصص جستنيان الأموال لإتمامها بناءً على طلب القديس ساباس في عام 531. يُفصل بروكوبيوس القيسراني المؤرخ البارز من القرن السادس وصفًا مفصلًا للكنيسة وبنائها في كتابه De Aedificiis مشيرًا إلى أن جستنيان «كرس في القدس مزارًا لوالدة الإله لا يقارن بأي مزار آخر». تقع الكنيسة على جبل صهيون أعلى تل في المدينة، بالقرب من كنيسة الرسل المقدسين (بنيت عام 347) وكنيسة رقاد السيدة العذراء (التي بنيت عام 390). بسبب التضاريس الوعرة للتل كان على المهندس المعماري ثيودوروس تدعيم الجزء الجنوبي الشرقي من التل ودعم الكنيسة نفسها بأساسات ضخمة. تتطابق هذه الرواية مع الحفريات التي أجراها يورام تسافرير ولوح يؤرخ المبنى يعود للعام 543.

## العمارة
عمارة نيا معقدة للغاية. فبينما كانت العمارة البازيليكية الطولية شائعة في كنائس القرن السادس في فلسطين، لكن ترتيب الفناء الأمامي وموقع النزل المجاور والمستشفى والدير ما زال مجهولا. يذكر بروكوبيوس أن المبنى من جميع جهاته ما عدا الشرق كان يحيط به أروقة. أمام المدخل الغربي كان هناك عمودان ضخمان تسبقهما ردهة، أمامها فناء دائري يفتح على الكاردو. نظرا للأدلة الأثرية المحدودة والوصف الغامض لبروكوبيوس يصعب إعادة تخطيط الكنيسة. يقترح تسافرير أنه غرب الردهة كانت هناك بوابات ضخمة تؤدي إلى منطقة بها بوابة وقوس. كما افترض تسافرير وجود نصف دائرتين: واحدة تربط مجمع الكنيسة بالكاردو والأخرى تسهل الوصول للمستشفى ودار العجزة.
ينتهي الصحن بحنية كبيرة محاطة بغرفتين صغيرتين على جدرانها الشرقية أيضا حنيات، ليس من الواضح ما إذا كان الصحن فيه ثلاثة أو خمسة ممرات لكن بالنظر إلى الحجم الكبير للكنيسة (طولها حوالي 100 متر وعرضها 52 مترا) يتفق علمي الآثار يورام تسافرير ونحمان أفيغاد على أنه من المحتمل أن يكون هناك حاجة إلى إضافة صفين إضافيين من الأعمدة الداخلية لكي تدعم السقف. كانت أكبر كنيسة معروفة في فلسطين وكان بها دير ونزل ومستشفى، فذكر أنطونيوس من بياتشينزا الذي زار بازيليك القديسة مريم في عام 570 عن الكنيسة «يوجد بها جماعة كبيرة من الرهبان وبيوت ضيافة للرجال والنساء وعدد كبير من الطاولات لتقديم الطعام للمسافرين وأكثر من ثلاثة آلاف سرير للمرضى».

## الأهمية
ذكر جراهام (2008) «أظهرت نيا من خلال العمارة رسالة تلخص سياسات الإمبراطور جستنيان والحضور الإمبراطوري في فلسطين.» يعتقد عالم الآثار الإسرائيلي أورين جوتفيلد استنادًا إلى نتائج الحفريات التي قادها أفيغاد أن جستنيان هو من وسع الكاردو الروماني القديم جنوبًا ليربط كنيسة نيا الخاصة به بكنيسة القيامة الأكثر أهمية ولكن الأصغر، يعتقد جوتفيلد أيضًا أن جستنيان بنى نيا في جنوب المدينة لكي توازي كنيسة القيامة في الشمال.
مد جستنيان طريق للكنيسة ليضعها على الطريق الرئيسي للحجاج الذين يسافرون بين كنيسة القيامة وكنيسة الرسل القديسين. لكي تصبح كنيسة مهمة لكن لم يعتبرها الحجاج المسيحيين موقع مقدس مثل الكنيستين الرئيسيتين الأخريين. يذكر أنطونيوس من بياتشينزا أن الحجاج كانوا يذهبون من كنيسة القبر المقدس إلى كنيسة رقاد العذراء فقط ليزورا الكنيسة. لم يذكر البطريرك صفرونيوس في عام 630 الكنيسة كأحد مواقع الحج في القدس.
سعى الإمبراطور جستنيان لترك بصمة له في القدس من خلال بناء مبنى عظيم الحجم وشديد الجمال. يُعد كتاب بروكوبيوس "De Aedificiis" أهم المصادر التي تذكر دوافع عمارة جستنيان في القدس، فذكر أن المبنى يركز أكثر على تمجيد الإمبراطور الذي أمر بالبناء على عظمة المباني نفسها. يُرجح بروكوبيوس أنه استلهم عظمة الكنيسة من الوصف التوراتي لهيكل سليمان، فكان حجم نيا كانت تقريبًا ضعف حجم الهيكل.
قام مهندسو هيرودس الأول بتوسيع الجانب الجنوبي للهيكل فعل مهندسو جستنيان الشيء نفسه. ومثلما استورد سليمان شجرة الأرز من حيرام الأول ملك صور لسقف الهيكل استورد جستنيان الأرز من لبنان. يُظهر بروكوبيوس صلة لغوية بين نيا والهيكل في كتاباته، يستخدم العهد الجديد كلمتين يونانيتين مختلفتين للإشارة إلى الهيكل هيرون للمناطق العامة منه وناووس للجزء الداخلي منها فيذكر بروكوبيوس أن اسم الكنيسة نيا مأخوذ من ناووس.

## الزوال
لا يُعرف بدقة تاريخ تدمير كنيسة نيا. وفقًا للروايات الموثقة في الاستيلاء على القدس دمر الفرس الغزاة وحلفاؤهم اليهود الكنيسة وقتلوا رجال الدين في عام 614. لم يتضح مدى الضرر الذي لحق بالكنيسة، إذ أن البطريرك صفرونيوس ألقى خطبة المهد فيها في عام 634. من المحتمل أن الكنيسة تضررت أيضا بسبب زلزال عام 746. أُشير للكنيسة في عام 808 في Commemoratorium de casis Dei، ذكرها الراهب برنارد الذي أقام في دير بجوار الكنيسة في عام 870. أما في القرن العاشر ذكر أوطيخيوس بطريرك الإسكندرية الملكيين إلى أن الكنيسة دمرت. يُعتقد أن الفرس كانوا يبحثون عن كنز يُشاع أنه مخبأ داخل الكنيسة استنادًا إلى تقارير بروكوبيوس عن إرسال الإمبراطور جستنيان لأشياء ثمينة إلى القدس.

## ثبت المراجع
- Ben-Dov, Meir. "Found After 1400 Years—The Magnificent Nea", Biblical Archaeology Review, December 1977
- Cyril of Scythopolis, The life of Euthymius (Vita Euthymii)[بحاجة لتوضيح]
- Graham, Susan (2008). "Justinian and the Politics of Space". Jon L. Berquist and Claudia V. Camp, eds. Constructions of Space II: The Biblical City and Other Imagined Spaces. New York: T & T Clark.
- Gutfeld, Oren. "The Emperor's New Church on Main Street, Jerusalem". الأثريات الكتابية (مجلة). جمعية علم الآثار التوراتية. ج. 39 رقم  6 (Nov/Dec 2013). مؤرشف من الأصل في 2024-03-21. اطلع عليه بتاريخ 2013-11-30. {{استشهاد بمجلة}}: الوسيط غير المعروف |بواسطة= تم تجاهله يقترح استخدام |عبر= (مساعدة)
- يوسيفوس فلافيوس, الحرب اليهودية (كتاب)[بحاجة لتوضيح]
- Piacenza Pilgrim, Itinerary.[بحاجة لتوضيح]
- بروكوبيوس القيسراني, book 5, chapter 6.
- صفرونيوس. Anacreontica: Anacreontic 20
- Taylor, Joan E.  [لغات أخرى]‏: "The Nea Church", Biblical Archaeology Review, Jan/Feb 2008, Vol 34, No 1, pp. 51–59.
- Trampedach, Kai (2015): "Ein neuer Tempel Salomons in Jerusalem? Der Bau der Nea-Kirche (531–543) durch Kaiser Justinian." Millennium 12, pp. 155–178, DOI:10.1515/mill-2015-0107.
- Tsafrir, Yoram  [لغات أخرى]‏ (1999). "The Holy City of Jerusalem in the Madaba Map". In The Madaba Map Centenary 1897-1997, ed. by Michele Piccirillo  [لغات أخرى]‏ and Eugenio Alliata, Jerusalem.
- Tsafrir, Yoram (2000). "Procopius and the Nea Church in Jerusalem". Antiquité Tardive 8, pp. 149–164.